# エンリケ・ゴンサレス・カシン
キケ・ゴンサレス（Quique González）こと、エンリケ・ゴンサレス・カシン（Enrique González Casín , 1990年5月16日 - ）は、スペイン・カスティーリャ・イ・レオン州バリャドリッド出身のプロサッカー選手。セグンダ・ディビシオンのSDエイバルに所属している。ポジションはFW。

## 来歴
10歳の時に地元のレアル・バリャドリードのカンテラに入団。2007年にセグンダ・ディビシオンB所属のBチームに昇格し、プロデビュー。その後Bチームで得点能力を発揮し、2010年8月にトップチームに昇格。2011-12シーズンをUDログロニェスでローン移籍でプレー。チームは2012-13シーズンはラ・リーガで戦っていたものの、キケ自身は出場機会を得ることは出来なかった。
2013年8月、CDグアダラハラに移籍し、2013-14シーズンはセグンダBで24ゴールを記録。以降はUDアルメリアでラ・リーガデビューを果たし、CAオサスナなどを渡り歩く。
2018年7月20日、デポルティーボ・ラ・コルーニャと契約。2018-19シーズンはセグンダ・ディビシオンで18ゴールを記録。チームは6位に入り、昇格プレーオフに進出。1回戦でマラガCFを下したものの、決勝戦でRCDマヨルカに敗れた。
2019年7月14日、エドゥ・エスポジトと共にSDエイバルに移籍し、5年契約を締結したことが発表された。